# Schloss Granheim

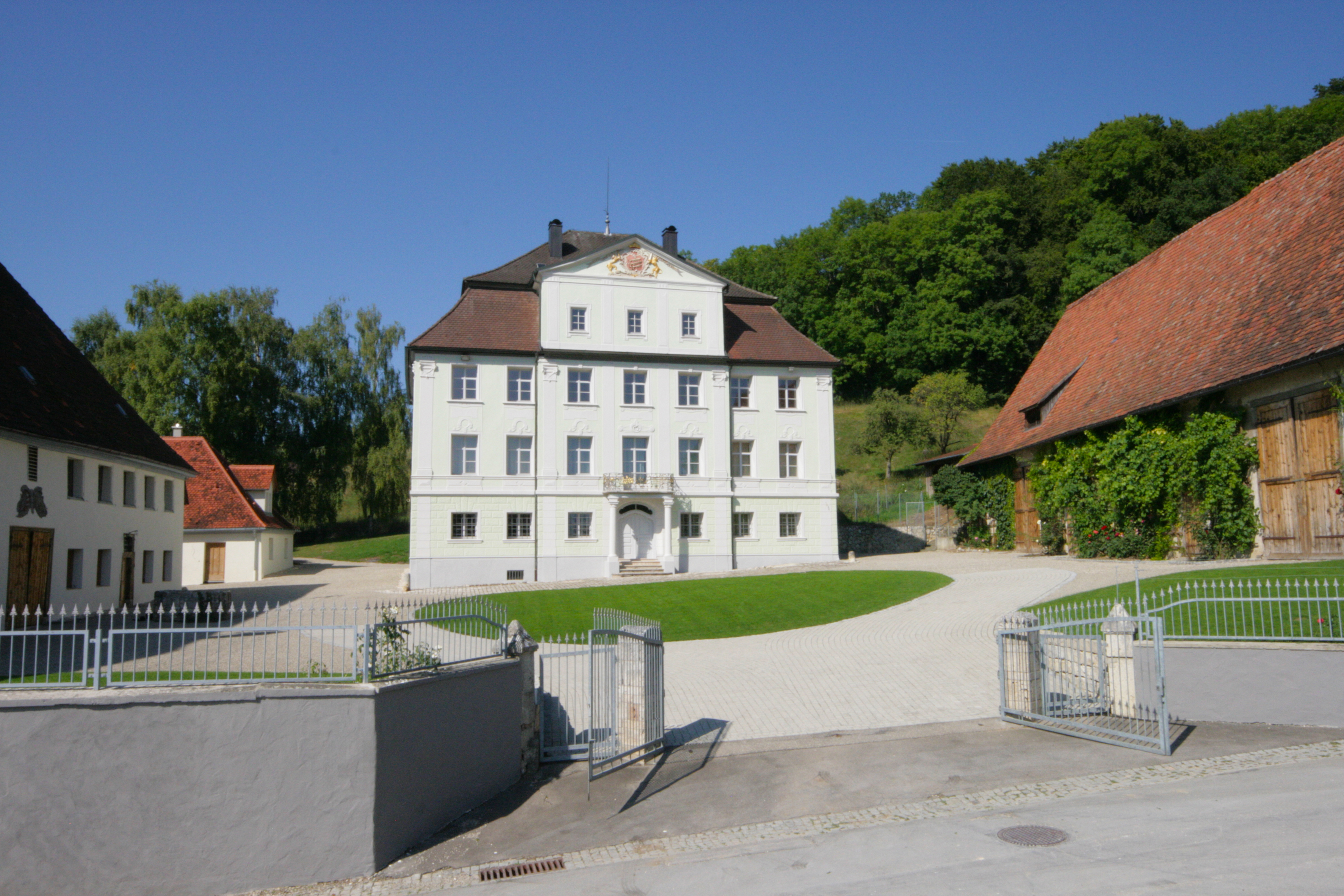
Schloss Granheim

Das Schloss Granheim liegt am nördlichen Ortsende von Granheim in Richtung Frankenhofen. Granheim ist ein Ortsteil der Stadt Ehingen im Alb-Donau-Kreis in Baden-Württemberg.
Das Schloss wurde an der Stelle eines älteren Gebäudes (erstes Ortsschloss) im 15. Jahrhundert vom Freiherrn Johann Baptist Nepomuk Speth von Schülzburg erbaut. Es wurde 1776 erneuert und blieb bis August 2004 in Besitz der Freiherren von Speth zu Schülzburg. Das Schloss hat eine dreigeschossige Anlage mit Mansarddach. Das Schloss und die dazugehörigen Grundstücke sind seit August 2004 im Alleineigentum von Marietta Freifrau von und zu Massenbach.